# Henri Van Doninck
Henricus (Henri) Desiderius Van Doninck (Herentals, 21 januari 1908 - Leuven, 8 mei 1974) was een Belgisch accountant en politicus voor de CVP.

## Levensloop
Beroepshalve accountant, werd Van Doninck in 1958 voor de CVP verkozen tot gemeenteraadslid van Herentals, waar hij van 1959 tot 1964 schepen en van 1965 tot aan zijn dood in 1974 burgemeester was.
Van 1961 tot enkele maanden voor zijn dood in 1974 zetelde hij eveneens in de Senaat. Van 1961 tot 1965 was hij provinciaal senator voor de provincie Antwerpen. Van 1965 tot 1974 was hij vervolgens rechtstreeks gekozen senator voor het kiesarrondissement Mechelen-Turnhout. In de periode december 1971-maart 1974 had hij als gevolg van het toen bestaande dubbelmandaat ook zitting in de Cultuurraad voor de Nederlandse Cultuurgemeenschap.
Van Doninck verkreeg het ereteken ridder in de Leopoldsorde. Hij overleed in het Univesitair ziekenhuis van Leuven. Zijn graf bevindt zich op het Stedelijk Kerkhof te Herentals.